# Campeonato da Suíça de ciclismo em pista
Os campeonatos da Suíça de ciclismo em pista são os campeonatos nacionais de ciclismo em pista da Suíça, organizados pela Swiss Cycling.

## = Homens

#### Quilómetro
| Ano  | Vencedor             | Segundo              | Terceiro              |
| ---- | -------------------- | -------------------- | --------------------- |
| 1970 | Martin Steger        | Xaver Kurmann        | Werner Kraus          |
| 1971 | Werner Kraus         | Christian Brunner    | René Savary           |
| 1972 | Martin Steger        | Henry-Daniel Reymond | Christian Brunner     |
| 1973 | Henry-Daniel Reymond | Xaver Kurmann        | Christian Brunner     |
| 1974 | Henry-Daniel Reymond | Christian Brunner    | Hansjörg Minder       |
| 1975 | Henry-Daniel Reymond | Hans Ledermann       | Fritz Joost           |
| 1976 | Walter Bäni          | Hans Ledermann       | Fritz Joost           |
| 1977 | Hans Ledermann       | Hans Känel           | Fritz Joost           |
| 1978 | Hans Känel           | Robert Dill-Bundi    | Urs Freuler           |
| 1979 | Heinz Isler          | Hans Ledermann       | Robert Dill-Bundi     |
| 1980 | Heinz Isler          | Urs Freuler          | Hans Ledermann        |
| 1981 | Urs Freuler          | Robert Dill-Bundi    | Hans Känel            |
| 1982 | Robert Dill-Bundi    | Heinz Isler          | Hans Ledermann        |
| 1983 | Urs Freuler          | Robert Dill-Bundi    | Heinz Isler           |
| 1984 | Hans Ledermann       | Heinz Isler          | Andreas Hiestand      |
| 1985 | Hans Ledermann       | Heinz Isler          | Urs Freuler           |
| 1986 | Urs Freuler          | Rocco Travella       | Hans Ledermann        |
| 1987 | Urs Freuler          | Rocco Travella       | Thomas Mrawek         |
| 1988 | Rocco Travella       | Bruno Risi           | Thomas Mrawek         |
| 1989 | Rocco Travella       | Rolf Furrer          | Thomas Mrawek         |
| 1990 | Rocco Travella       | Bruno Risi           | Rolf Furrer           |
| 1991 | Rocco Travella       | Roger Furrer         | Rolf Furrer           |
| 1992 | Rocco Travella       | Roger Furrer         | Viktor Kunz           |
| 1993 | Viktor Kunz          | Roger Furrer         | Christian Sidler      |
| 1994 | Roger Furrer         | Patrik Merk          | Andreas Aeschbach     |
| 1995 | Roger Furrer         | Patrik Merk          | Christian Sidler      |
| 1996 | Roger Furrer         | Christian Sidler     | Patrik Merk           |
| 1997 | Roger Furrer         | Patrik Merk          | Claudio Treig         |
| 1998 | Patrik Merk          | Roger Furrer         | Claudio Treig         |
| 1999 | Franco Marvulli      | Patrik Merk          | Markus Kammermann     |
| 2000 | Patrik Merk          | Martial Heer         | Michael Lato          |
| 2001 | Michael Lato         | Martial Heer         | Patrik Merk           |
| 2002 | Franco Marvulli      | Martial Heer         | Patrik Merk           |
| 2003 | Patrik Merk          | Franco Marvulli      | Cédric Stoller        |
| 2004 | Patrik Merk          | Franco Marvulli      | Cédric Stoller        |
| 2005 | Patrik Merk          | Cédric Stoller       | Franco Marvulli       |
| 2006 | Patrik Merk          | Cédric Stoller       | Alessandro Dill-Bundi |
| 2007 | Patrik Merk          | Cédric Stoller       | Franco Marvulli       |
| 2008 | Patrik Merk          | Dominique Stark      | Kilian Moser          |
| 2009 | Patrik Merk          | Silvan Dillier       | Fabian Keiser         |
| 2010 | Dominique Stark      | Franco Marvulli      | Patrik Merk           |
| 2011 | Dominique Stark      | Franco Marvulli      | Olivier Beer          |
| 2012 | Olivier Beer         | Franco Marvulli      | Kilian Moser          |
| 2013 | Olivier Beer         | Philip Jansen        | Gabriel Chavanne      |
| 2014 | Olivier Beer         | Frank Pasche         | Jan-André Freuler     |
| 2015 | Frank Pasche         | Tristan Marguet      | Loïc Perizzolo        |
| 2016 | Loïc Perizzolo       | Gaël Suter           | Dominic von Burg      |
| 2017 | Olivier Beer         | Jan-André Freuler    | Tristan Marguet       |
| 2018 | Marc Frossard        | Frank Pasche         | Oliver Weber          |
| 2019 | Marc Frossard        | Nicolo De Lisi       | Damien Fortis         |

#### Keirin
| Ano  | Vencedor          | Segundo         | Terceiro          |
| ---- | ----------------- | --------------- | ----------------- |
| 2013 | Jan Keller        |                 |                   |
| 2014 | Tristan Marguet   | Jan Keller      | Jan-André Freuler |
| 2015 | Tristan Marguet   | David Jansen    | Jan Keller        |
| 2016 | Jan-André Freuler | Gaël Suter      | Chiron Keller     |
| 2017 | Stefan Bissegger  | Tristan Marguet | Marc Frossard     |
| 2018 | Stefan Bissegger  | Marc Frossard   | Martin Ruepp      |
| 2019 | Marc Frossard     | Nico Selenati   | Martin Ruepp      |

#### Velocidade individual
| Ano  | Vencedor           | Segundo           | Terceiro              |
| ---- | ------------------ | ----------------- | --------------------- |
| 1892 | Théodore Champion  | Pierre Sarzano    | Edouard Wicky         |
| 1893 | Théodore Champion  | Pierre Sarzano    | Arnold Bozino         |
| 1894 | Émile Kübler       | Henri Henneberg   | Charles Etter         |
| 1895 | Théodore Champion  | Arnold Bozino     | John Damond           |
| 1896 | Henri Henneberg    | Théodore Campeão  | Francois Goleiro      |
| 1897 | Charles Dufaux     | Karl Käser        | Fritz Müller          |
| 1897 | Henri Henneberg    | R. Lewis          | Charles Dufaux        |
| 1898 | Théodore Campeão   | Kurz              | Vassalli              |
| 1898 | Henri Henneberg    | Charles Dufaux    | Edouard Vibert        |
| 1899 | Henri Henneberg    | Théodore Champion | Charles Dufaux        |
| 1900 | Jean Gougolz       | Siebenmann        | Emil Dörflinger       |
| 1901 | Emil Dörflinger    | Jean Aegerter     | William Stoessel      |
| 1902 | Emil Dörflinger    | Paul Locher       | Jean Aegerter         |
| 1903 | Jean Aegerter      | Charles Ingold    | Albert Bosshard       |
| 1904 | Emil Dörflinger    | Jean Aegerter     | Charles Ingold        |
| 1905 | Emil Dörflinger    | R. Lewis          |                       |
| 1906 | Emil Dörflinger    | Jean Aegerter     | R. Lewis              |
| 1907 | Oscar Schwab       | R. Lehmann        | Henri Rheinwald       |
| 1908 | Emil Dörflinger    | Henri Rheinwald   | Heinrich Gaugler      |
| 1909 | Henri Rheinwald    | Emil Dörflinger   | Roos                  |
| 1910 | Emil Dörflinger    | Franz Suter       | Marcel Perrière       |
| 1911 | Emil Ingold        | Aimé Tschumperly  | Fritz Auwetter        |
| 1911 | Emil Dörflinger    | Henri Rheinwald   | Marcel Perrière       |
| 1912 | Henri Rheinwald    | Marcel Perrière   | Emil Dörflinger       |
| 1913 | Henri Rheinwald    | Otto Wiedmer      | Claude Ducrettet      |
| 1914 | Oscar Egg          | Otto Wiedmer      | Henri Rheinwald       |
| 1915 | Henri Rheinwald    | Marcel Lequatre   | Charles Perriere      |
| 1916 | Henri Rheinwald    | Wilhelm Blum      | Paul Wuillemin        |
| 1917 | Ernst Kaufmann     | Charles Guyot     | Wilhelm Blum          |
| 1918 | Ernst Kaufmann     | Henri Rheinwald   | Heiri Suter           |
| 1919 | Ernst Kaufmann     | Oscar Egg         | Paul Suter            |
| 1920 | Ernst Kaufmann     | Heiri Suter       | Max Suter             |
| 1921 | Ernst Kaufmann     | Henri Rheinwald   | Heiri Suter           |
| 1922 | Ernst Kaufmann     | Henri Rheinwald   | Anton Sieger          |
| 1923 | Ernst Kaufmann     | Henri Rheinwald   | Heiri Suter           |
| 1924 | Ernst Kaufmann     | Heiri Suter       | Oscar Egg             |
| 1925 | Ernst Kaufmann     | Heiri Suter       | Edmond Klaucke        |
| 1926 | Oscar Egg          | Heiri Suter       | Henri Guillod         |
| 1927 | Ernst Kaufmann     | Emil Richli       | Ernst Leutert         |
| 1928 | Ernst Kaufmann     | Emil Richli       | Heiri Suter           |
| 1929 | Ernst Kaufmann     | Emil Richli       | Walter Knabenhans     |
| 1930 | Ernst Kaufmann     | Emil Richli       | Walter Knabenhans     |
| 1931 | Emil Richli        | Ernst Kaufmann    | Josef Dinkelkamp      |
| 1932 | Emil Richli        | Josef Dinkelkamp  | Ernst Kaufmann        |
| 1933 | Emil Richli        | Josef Dinkelkamp  | Karl Morf             |
| 1934 | Josef Dinkelkamp   | Emil Richli       | E. Von Dach           |
| 1935 | Josef Dinkelkamp   | E. Von Dach       | Ernst Bühler          |
| 1936 | Josef Dinkelkamp   | Willy Kaufmann    | Rudolf Alt            |
| 1937 | Josef Dinkelkamp   | Werner Wägelin    | Willy Kaufmann        |
| 1938 | Josef Dinkelkamp   | Willy Kaufmann    | Werner Wägelin        |
| 1939 | Josef Dinkelkamp   | Willy Kaufmann    | Werner Wägelin        |
| 1940 | Willy Kaufmann     | Werner Wägelin    | Karl Burkhardt        |
| 1941 | Willy Kaufmann     | Werner Wägelin    | Karl Burkhardt        |
| 1942 | Willy Kaufmann     | Hermann Ganz      | Werner Wägelin        |
| 1943 | Willy Kaufmann     | Karl Burkhardt    | Werner Wägelin        |
| 1944 | Werner Wägelin     | André Hardegger   | Hermann Ganz          |
| 1945 | Walter Bacilieri   | Hans Hagenbuch    | Hermann Ganz          |
| 1946 | Hans Hagenbuch     | Hermann Ganz      | Jean Bolliger         |
| 1947 | Oskar Plattner     | Hans Hagenbuch    | Ernst Wüthrich        |
| 1948 | Oskar Plattner     | Willy Kaufmann    | Armin Von Büren       |
| 1949 | Oskar Plattner     | Armin Von Büren   | Ernst Rapold          |
| 1950 | Oskar Plattner     | Jean Roth         | Hans Flückiger        |
| 1951 | Oskar Plattner     | Armin Von Büren   | Hans Flückiger        |
| 1952 | Oskar Plattner     | Armin Von Büren   | Hans Flückiger        |
| 1953 | Oskar Plattner     | Armin Von Büren   | Eugen Kamber          |
| 1954 | Oskar Plattner     | Armin Von Büren   | Eugen Kamber          |
| 1955 | Oskar Plattner     | Armin Von Büren   | Eugen Kamber          |
| 1956 | Peter Tiefenthaler | Jean-Claude Gret  |                       |
| 1957 | Armin Von Büren    | Fritz Pfenninger  | Adolf Suter           |
| 1958 | Oskar Plattner     | Adolf Suter       | Fritz Pfenninger      |
| 1959 | Armin Von Büren    | Oskar Plattner    | Fritz Pfenninger      |
| 1960 | Oskar Plattner     | Fritz Pfenninger  | Adolf Suter           |
| 1961 | Oskar Plattner     | Fritz Pfenninger  | Adolf Suter           |
| 1962 | Oskar Plattner     | Fritz Pfenninger  | Armin Von Büren       |
| 1963 | Oskar Plattner     | Fritz Pfenninger  | Walter Assinar        |
| 1964 | Oskar Plattner     | Werner Weckert    | Leio Wickihalder      |
| 1965 | Fritz Pfenninger   | Albert Säger      | Walter Assinar        |
| 1966 | Fritz Pfenninger   | Karl Heberle      | Fernand L'Hoste       |
| 1967 | Fritz Pfenninger   | Karl Heberle      | Fernand L'Hoste       |
| 1977 | Fritz Joost        | Walter Bäni       | Heinz Isler           |
| 1978 | Urs Freuler        | Heinz Isler       | Walter Bäni           |
| 1979 | Heinz Isler        | Urs Freuler       | Walter Bäni           |
| 1980 | Heinz Isler        | Urs Freuler       | Bernard Mägerli       |
| 1981 | Heinz Isler        | Andreas Hiestand  | Urs Freuler           |
| 1982 | Andreas Hiestand   | Heinz Isler       | Bernard Mägerli       |
| 1983 | Andreas Hiestand   | Bernard Mägerli   | Rolf Senti            |
| 1984 | Heinz Isler        | Andreas Hiestand  | Andy Muff             |
| 1985 | Andreas Hiestand   | Heinz Isler       | Robert Dill-Bundi     |
| 1986 | Andreas Hiestand   | Thomas Mrawek     | Daniel Acklin         |
| 1987 | Andreas Hiestand   | Thomas Mrawek     | Rocco Travella        |
| 1988 | Rocco Travella     | Rolf Furrer       | Roy Salveter          |
| 1989 | Rocco Travella     | Roy Salveter      | Rolf Furrer           |
| 1990 | Rolf Furrer        | Roy Salveter      | Rocco Travella        |
| 1991 | Roy Salveter       | Rocco Travella    | Rolf Furrer           |
| 1992 | Rolf Furrer        | Roger Furrer      | Roy Salveter          |
| 1993 | Rolf Furrer        | Roger Furrer      | Massimo Gaeta         |
| 1994 | Roger Furrer       | Roland Neyer      | Patrick Hofmann       |
| 1995 | Roger Furrer       | Patrik Merk       | Patrick Hofmann       |
| 1996 | Roger Furrer       | Patrik Merk       | Claudio Treig         |
| 1997 | Roger Furrer       | Patrik Merk       | Claudio Treig         |
| 1998 | Roger Furrer       | Patrik Merk       | Claudio Treig         |
| 1999 | Claudio Treig      | Patrik Merk       | Michael Lato          |
| 2000 | Patrik Merk        | Fabian Keiser     | Michael Lato          |
| 2001 | Michael Lato       | Patrik Merk       | Martial Heer          |
| 2002 | Patrik Merk        | Martial Heer      | Cédric Stoller        |
| 2003 | Cédric Stoller     | Patrik Merk       | Alessandro Dill-Bundi |
| 2004 | Patrik Merk        | Cédric Stoller    | Bruno Menzi           |
| 2005 | Cédric Stoller     | Patrik Merk       | Alain Lauener         |
| 2006 | Patrik Merk        | Cédric Stoller    | Thomas Hauser         |
| 2007 | Patrik Merk        | Fabian Keiser     | Félix Furrer          |
| 2008 | Patrik Merk        | Fabian Keiser     | Félix Furrer          |
| 2009 | Patrik Merk        | Fabian Keiser     | Alain Lauener         |
| 2010 | Alain Lauener      | Jan Keller        | Patrik Merk           |
| 2017 | Marc Frossard      | Lukas Müller      | Patrick Bachofner     |
| 2018 | Marc Frossard      | Patrick Bachofner | Peter Studer          |
| 2019 | Marc Frossard      | Martin Ruepp      | Peter Studer          |

#### Velocidade por equipas
| Ano  | Vencedor                                  | Segundo                                              | Terceiro                                       |
| ---- | ----------------------------------------- | ---------------------------------------------------- | ---------------------------------------------- |
| 2010 | Rico Zaugg Niels Knipp Tristan Marguet    | Arend Keller Jan Keller Chiron Keller                | Maxime Froidevaux Théry Schir Cyrille Thièry   |
| 2011 | Niels Knipp Tristan Marguet Rico Zaugg    | Arend Keller Chiron Keller Jan Keller                | Remo Bärlocher Christoph Inauen Patrick Müller |
| 2012 | Chiron Keller Patrick Müller Jan Keller   | Martin Schäppi Maxime Magné Cyrille Thièry           | Gino Mäder Michael Harnisch Rico Zaugg         |
| 2013 | Reto Müller Patrick Müller Jan Keller     | Elia Wenger Christoph Inauen Chiron Keller           | Niklas Temperli Lukas Rüegg                    |
| 2014 | Reto Müller Nico Selenati Jan Keller      | Patrick Krähemann Patrick Bachofner Christoph Inauen | Niklas Temperli Lukas Rüegg Pascal Dieterich   |
| 2015 | Andreas Müller Reto Müller Patrick Müller | Chiron Keller Patrick Bachofner Félix Stehli         | Lukas Rüegg Niklas Temperli Niklas Krucker     |
| 2016 | Andreas Müller Reto Müller Nico Selenati  | Félix Stehli Patrick Bachofner Chiron Keller         | Philip Diaz Niklas Temperli Lukas Rüegg        |
| 2017 | Manuel Behringer Philip Diaz Lukas Rüegg  | Corvin Lagler Niklas Krucker Patrick Bachofner       | Fabio Christen Robin Ender Stefan Bissegger    |

#### Perseguição individual
| Ano  | Vencedor             | Segundo             | Terceiro             |
| ---- | -------------------- | ------------------- | -------------------- |
| 1940 | Ferdi Kübler         | Karl Litschi        | Hans Knecht          |
| 1941 | Ferdi Kübler         | Fritz Alojar        | Robert Zimmermann    |
| 1942 | André Hardegger      | Fritz Stocker       | Robert Zimmermann    |
| 1943 | Ferdi Kübler         | Robert Zimmermann   | Fritz Alojar         |
| 1944 | Ernest Näf           | Ferdi Kübler        | Fritz Stocker        |
| 1945 | Ernest Näf           | Leio Weilenmann     | Gottfried Keller     |
| 1946 | Leio Weilenmann      | Hugo Koblet         | Gottfried Keller     |
| 1947 | Hugo Koblet          | Hans Lanz           | Gottfried Keller     |
| 1948 | Hugo Koblet          | Leo Weilenmann      | Hans Lanz            |
| 1949 | Hugo Koblet          | Leo Weilenmann      | Gottfried Keller     |
| 1950 | Hugo Koblet          | Gottfried Keller    | Georges Gatabin      |
| 1951 | Hugo Koblet          | Eugen Kamber        | Hans Nötzli          |
| 1952 | Hugo Koblet          | Walter Reiser       | Eugen Kamber         |
| 1953 | Hugo Koblet          | Heini Müller        | Eugen Kamber         |
| 1954 | Hugo Koblet          | Heini Müller        | Fausto Lurati        |
| 1955 | René Strehler        | Hugo Koblet         | Rolf Graf            |
| 1956 | René Strehler        | Max Wirth           | Alcide Vaucher       |
| 1957 | René Strehler        | Max Wirth           | Erwin Schweizer      |
| 1958 | Erwin Schweizer      | Max Wirth           | René Strehler        |
| 1959 | Max Wirth            | Erwin Schweizer     | Alfred Rüegg         |
| 1960 | Willy Trepp          | Rolf Maurer         | Alfred Rüegg         |
| 1961 | Willy Trepp          | Alfred Rüegg        | Max Wirth            |
| 1962 | Alfred Rüegg         | Rolf Graf           | Willy Trepp          |
| 1963 | Roland Zöffel        | Alfred Rüegg        | Dario Da Rugna       |
| 1964 | Roland Zöffel        | Alfred Rüegg        | Rolf Maurer          |
| 1965 | Werner Weber         | Heinz Heinemann     | Alfred Rüegg         |
| 1966 | Alfred Rüegg         | Willy Trepp         | Roland Zöffel        |
| 1967 | Bernard Vifian       | Alfred Rüegg        | Rolf Maurer          |
| 1977 | Hans Känel           | Daniel Gisiger      | Robert Dill-Bundi    |
| 1978 | Robert Dill-Bundi    | Hans Känel          | Walter Baumgartner   |
| 1979 | Robert Dill-Bundi    | Hans Känel          | Hans Rüdi Märki      |
| 1980 | Robert Dill-Bundi    | Hans Känel          | Félix Koller         |
| 1981 | Robert Dill-Bundi    | Hans Känel          | Bernard Gavillet     |
| 1982 | Robert Dill-Bundi    | Hans Känel          | Edy Vontobel         |
| 1983 | Robert Dill-Bundi    | Stephan Joho        | Jörg Müller          |
| 1984 | Jörg Müller          | Stephan Joho        | Daniel Huwyler       |
| 1985 | Urs Freuler          | Daniel Wyder        | Jörg Müller          |
| 1986 | Pius Schwarzentruber | Robert Dill-Bundi   | Daniel Wyder         |
| 1987 | Pius Schwarzentruber | Philippe Grivel     | Daniel Gisiger       |
| 1988 | Daniel Wyder         | Bruno Risi          | Pius Schwarzentruber |
| 1989 | Bruno Risi           | Daniel Wyder        | Pius Schwarzentruber |
| 1990 | Bruno Risi           | Beat Zberg          | Kurt Betschart       |
| 1991 | Bruno Risi           | Viktor Kunz         | Daniel Wyder         |
| 1992 | Bruno Risi           | Viktor Kunz         | Kurt Betschart       |
| 1993 | Viktor Kunz          | Bruno Risi          | Marcel Dunkel        |
| 1994 | Bruno Risi           | Marcel Dunkel       | Alexander Aeschbach  |
| 1995 | Viktor Kunz          | Beat Meister        | Alexander Aeschbach  |
| 1996 | Viktor Kunz          | Alexander Aeschbach | Uwe Echmeister       |
| 1997 | Hans-Kurt Brand      | Franco Marvulli     | Marcel Dunkel        |
| 1998 | Franco Marvulli      | Marcel Dunkel       | Markus Kammermann    |
| 1999 | Franco Marvulli      | Markus Kammermann   | Marcel Dunkel        |
| 2000 | Franco Marvulli      | Markus Kammermann   | Marcel Dunkel        |
| 2001 | Alexander Aeschbach  | Franco Marvulli     | Markus Kammermann    |
| 2002 | Franco Marvulli      | Alexander Aeschbach | Andreas Dietziker    |
| 2003 | Franco Marvulli      | Alexander Aeschbach | Grégory Devaud       |
| 2004 | Franco Marvulli      | Alexander Aeschbach | Grégory Devaud       |
| 2005 | Franco Marvulli      | Alexander Aeschbach | Grégory Devaud       |
| 2006 | Franco Marvulli      | Alexander Aeschbach | Grégory Devaud       |
| 2007 | Dominique Stark      | Franco Marvulli     | Alexander Aeschbach  |
| 2008 | Franco Marvulli      | Kilian Moser        | Dominique Stark      |
| 2009 | Franco Marvulli      | Kilian Moser        | Simon Zahner         |
| 2010 | Dominique Stark      | Franco Marvulli     | Alexander Aeschbach  |
| 2011 | Franco Marvulli      | Kilian Moser        | Bernhard Oberholzer  |
| 2012 | Kilian Moser         | Loïc Perizzolo      | Silvan Dillier       |
| 2013 | Stefan Küng          | Olivier Beer        | Théry Schir          |
| 2014 | Tom Bohli            | Frank Pasche        | Olivier Beer         |
| 2015 | Stefan Küng          | Claudio Imhof       | Frank Pasche         |
| 2016 | Claudio Imhof        | Cyrille Thièry      | Stefan Bissegger     |
| 2017 | Cyrille Thièry       | Claudio Imhof       | Frank Pasche         |
| 2018 | Claudio Imhof        | Valère Thiébaud     | Mauro Schmid         |
| 2019 | Cyrille Thièry       | Claudio Imhof       | Théry Schir          |

#### Perseguição por equipas
| Ano  | Vencedor                                                                | Segundo                                                                   | Terceiro                                                                  |
| ---- | ----------------------------------------------------------------------- | ------------------------------------------------------------------------- | ------------------------------------------------------------------------- |
| 1977 | VC Olympia Biel: Hans Känel Daniel Gisiger Fritz Joost Erich Wälchli    | VC Steinmaur: Walter Baumgartner Heinz Isler Erwin Lienhard Fritz Schärer | VC Gippingen: Hansruedi Keller Max Hürzeler Hansruedi Märki Markus Sutter |
| 1989 | Kurt Betschart Bruno Risi Philipp Hiltbrunner Sandro Büchler            | Michel Ansermet Beat Meister Roger Ebner Andreas Keller                   | Thomas Ifanger Tom Brändli Daniel Probst                                  |
| 1993 | Viktor Kunz Didi Rüegg Alexander Aeschbach Andreas Aeschbach            | Bruno Risi Kurt Betschart Sandro Büchler Roger Gisler                     |                                                                           |
| 1994 | Alexander Aeschbach Andreas Aeschbach Philipp Buschor Viktor Kunz       | Beat Zgraggen Adrian Strüby Roger Gisler Thomas Busenhart                 | Marcel Dunkel André Langhart Michael Langhart Stefan Diggelmann           |
| 1996 | Beat Meister Viktor Kunz Alexander Aeschbach Patrick Vetsch             | Roger Gisler Adrian Strüby Kurt Betschart Bruno Risi                      | Markus Blessing Pascal Brack Hanskurt Brand Denis Lechmann                |
| 2003 | Franco Marvulli Alexander Aeschbach Marcel Dunkel Markus Kammermann     |                                                                           |                                                                           |
| 2008 | Franco Marvulli Alexander Aeschbach Dominique Stark Bernhard Oberholzer | Damien Corthésy Cyrille Thièry Christophe Grenard Maxime Bally            | Tristan Marguet Kilian Moser William Harper Graziano Cristaldi            |
| 2009 | Franco Marvulli Claudio Imhof Bernhard Oberholzer Alexander Aeschbach   | Damien Corthésy Loïc Perizzolo Olivier Beer Cyrille Thièry                | Stephan Achermann Fabio Jost Michael Roth                                 |
| 2011 | Olivier Beer Théry Schir Cyrille Thièry Damien Corthésy                 | Alexander Aeschbach Claudio Imhof Bernhard Oberholzer Elias Schmäh        | Lukas Jaun Kilian Moser Christian Schneeberger Gabriel Chavanne           |
| 2012 | Olivier Beer Damien Corthésy Tino Eicher Loïc Perizzolo                 | Rico Zaugg Kilian Moser Tristan Marguet Gabriel Chavanne                  | Maxime Magné Frank Pasche Théry Schir Cyrille Thièry                      |
| 2014 | Cyrille Thièry Olivier Beer Frank Pasche Tino Eicher                    |                                                                           |                                                                           |
| 2017 | Claudio Imhof Reto Müller Lukas Rüegg Nico Selenati                     | Gaël Suter Théry Schir Martin Schäppi Frank Pasche                        | Marc Hirschi Gino Mäder Tristan Marguet Joab Schneiter                    |

#### Corrida por pontos
| Ano  | Vencedor            | Segundo             | Terceiro            |
| ---- | ------------------- | ------------------- | ------------------- |
| 1970 | Xaver Kurmann       | Jean-Pierre Grivel  | Ruedi Frank         |
| 1971 | René Savary         | Roland Salm         | Max Hürzeler        |
| 1972 | René Savary         | René Ravasi         | Xaver Kurmann       |
| 1973 | Roland Salm         | Xaver Kurmann       | Meinrad Vögele      |
| 1974 | Xaver Kurmann       | René Ravasi         | Meinrad Vögele      |
| 1975 | Daniel Gisiger      | Max Hürzeler        | Urs Dietschi        |
| 1976 | Daniel Gisiger      | Max Hürzeler        | Walter Baumgartner  |
| 1977 | Daniel Gisiger      | Max Hürzeler        | Richard Trinkler    |
| 1978 | Walter Baumgartner  | Pascal Fortis       | Urs Dietschi        |
| 1979 | Hans Känel          | Urs Dietschi        | Peter Steiger       |
| 1980 | Hans Känel          | Peter Steiger       | Félix Koller        |
| 1981 | Urs Freuler         | Peter Steiger       | Heinz Siegenthaler  |
| 1982 | Hans Känel          | Robert Dill-Bundi   | Peter Steiger       |
| 1983 | Robert Dill-Bundi   | Hans Pfister        | Philippe Grivel     |
| 1984 | Harald Müller       | Jörg Müller         | Stephan Joho        |
| 1985 | Philippe Grivel     | Bruno Holenweger    | Jörg Müller         |
| 1986 | Urs Freuler         | Bruno Holenweger    | Philippe Grivel     |
| 1987 | Daniel Gisiger      | Philippe Grivel     | Urs Freuler         |
| 1988 | Rolf Järmann        | Philippe Grivel     | Daniel Gisiger      |
| 1989 | Urs Freuler         | Philippe Grivel     | Sigmund Hermann     |
| 1990 | Urs Freuler         | Kurt Betschart      | Beat Zberg          |
| 1991 | Urs Freuler         | Andreas Aeschbach   | Andreas Aeschbach   |
| 1992 | Bruno Risi          | Kurt Betschart      | Andreas Aeschbach   |
| 1993 | Bruno Risi          | Dieter Rüegg        | Kurt Betschart      |
| 1994 | Kurt Betschart      | Bruno Risi          | Deni Lechmann       |
| 1995 | Bruno Risi          | Kurt Betschart      | Marcel Dunkel       |
| 1996 | Andreas Aeschbach   | Deni Lechmann       | Kurt Herrmann       |
| 1997 | Bruno Risi          | Kurt Betschart      | Franco Marvulli     |
| 1998 | Kurt Betschart      | Franco Marvulli     | Markus Kammermann   |
| 1999 | Franco Marvulli     | Bruno Risi          | Markus Kammermann   |
| 2000 | Bruno Risi          | Peter Jörg          | Alexander Aeschbach |
| 2001 | Kurt Betschart      | Markus Kammermann   | Alexander Aeschbach |
| 2002 | Alexander Aeschbach | Franco Marvulli     | Christian Weber     |
| 2003 | Alexander Aeschbach | Ralph Zimmermann    | Patrick Fäh         |
| 2004 | Kurt Betschart      | Bruno Risi          | Franco Marvulli     |
| 2005 | Franco Marvulli     | Laurent Arn         | Tristan Marguet     |
| 2006 | Alexander Aeschbach | Franco Marvulli     | Alain Lauener       |
| 2007 | Bruno Risi          | Alexander Aeschbach | Maxime Bally        |
| 2008 | Bruno Risi          | Franco Marvulli     | Alexander Aeschbach |
| 2009 | Franco Marvulli     | Tristan Marguet     | Cyrille Thièry      |
| 2010 | Franco Marvulli     | Silvan Dillier      | Bernhard Oberholzer |
| 2011 | Jan Keller          | Alexander Aeschbach | Cyrille Thièry      |
| 2012 | Tristan Marguet     | Loïc Perizzolo      | Gaël Suter          |
| 2013 | Gaël Suter          | Olivier Beer        | Théry Schir         |
| 2014 | Olivier Beer        | Tristan Marguet     | Cyrille Thièry      |
| 2015 | Stefan Küng         | Frank Pasche        | Gaël Suter          |
| 2016 | Tristan Marguet     | Claudio Imhof       | Cyrille Thièry      |
| 2017 | Stefan Bissegger    | Jan-André Freuler   | Cyrille Thièry      |
| 2018 | Théry Schir         | Nico Selenati       | Alex Vogel          |
| 2019 | Théry Schir         | Valère Thiébaud     | Mauro Schmid        |

#### Corrida à americana
| Ano  | Vencedor                            | Segundo                           | Terceiro                        |
| ---- | ----------------------------------- | --------------------------------- | ------------------------------- |
| 1957 | Erwin Schweizer Oskar von Büren     | Oscar Plattner Fritz Pfenninger   | Hugo Koblet Walter Bucher       |
| 1958 | Oscar Plattner Walter Bucher        | Erwin Schweizer Oskar von Büren   | Armin von Büren René Strehler   |
| 2005 | Franco Marvulli Alexander Aeschbach | Bruno Risi Kurt Betschart         | Maxime Bally Alain Lauener      |
| 2006 | Franco Marvulli Alexander Aeschbach | Bruno Risi Kurt Betschart         | Maxime Bally Alain Lauener      |
| 2007 | Bruno Risi Franco Marvulli          | Maxime Bally Loic Perizzolo       | Tristan Marguet Dominique Stark |
| 2008 | Franco Marvulli Dominique Stark     | Loïc Perizzolo Kilian Moser       | Silvan Dillier Claudio Imhof    |
| 2009 | Alexander Aeschbach Tristan Marguet | Franco Marvulli Loic Perizzolo    | Silvan Dillier Claudio Imhof    |
| 2010 | Franco Marvulli Loïc Perizzolo      | Alexander Aeschbach Claudio Imhof | Tristan Marguet Dominique Stark |
| 2011 | Silvan Dillier Claudio Imhof        | Loïc Perizzolo Stefan Küng        | Cyrille Thièry Théry Schir      |
| 2012 | Cyrille Thièry Théry Schir          | Franco Marvulli Tristan Marguet   | Silvan Dillier Gaël Suter       |
| 2013 | Claudio Imhof Olivier Beer          | Cyrille Thièry Gaël Suter         | Théry Schir Kilian Moser        |
| 2014 | Frank Pasche Loïc Perizzolo         | Cyrille Thièry Olivier Beer       | Gaël Suter Jan-André Freuler    |
| 2015 | Théry Schir Stefan Küng             | Silvan Dillier Gino Mäder         | Frank Pasche Loïc Perizzolo     |
| 2016 | Marc Hirschi Reto Müller            | Gaël Suter Loïc Perizzolo         | Théry Schir Cyrille Thièry      |
| 2017 | Claudio Imhof Tristan Marguet       | Robin Froidevaux Cyrille Thièry   | Frank Pasche Thery Schir        |
| 2018 | Claudio Imhof Tristan Marguet       | Frank Pasche Valère Thiébaud      | Robin Ender Robin Froidevaux    |
| 2019 | Théry Schir Robin Froidevaux        | Stefan Bissegger Tristan Marguet  | Valère Thiébaud Cyrille Thièry  |

#### Scratch
| Ano  | Vencedor        | Segundo           | Terceiro          |
| ---- | --------------- | ----------------- | ----------------- |
| 2003 | Bruno Risi      | Franco Marvulli   | Patrik Merk       |
| 2004 | Peter Jörg      | Franco Marvulli   | Bruno Risi        |
| 2005 | Franco Marvulli | Alain Lauener     | Bruno Risi        |
| 2006 | Franco Marvulli | Bruno Menzi       | Olivier Mattmann  |
| 2007 | Tristan Marguet | Maxime Bally      | Loic Perizzolo    |
| 2008 | Franco Marvulli | Alain Lauener     | Tristan Marguet   |
| 2009 | Robin Traber    | Franco Marvulli   | Tristan Marguet   |
| 2010 | Franco Marvulli | Tristan Marguet   | Loïc Perizzolo    |
| 2011 | Franco Marvulli | Loïc Perizzolo    | Cyrille Thièry    |
| 2012 | Olivier Beer    | Loïc Perizzolo    | Cyrille Thièry    |
| 2013 | Gaël Suter      | Théry Schir       | Olivier Beer      |
| 2014 | Tristan Marguet | Frank Pasche      | Jan-André Freuler |
| 2015 | Loïc Perizzolo  | Claudio Imhof     | Jan Keller        |
| 2016 | Tristan Marguet | Jan-André Freuler | Nico Selenati     |
| 2017 | Loic Perizzolo  | Jan-André Freuler | Tristan Marguet   |
| 2018 | Théry Schir     | Lukas Rüegg       | Tristan Marguet   |
| 2019 | Théry Schir     | Nico Selenati     | Mauro Schmid      |

#### Omnium
| Ano  | Vencedor         | Segundo          | Terceiro         |
| ---- | ---------------- | ---------------- | ---------------- |
| 1968 | Fernand L'Hoste  | Louis Pfenninger | Vicente Burgal   |
| 1970 | Erich Spahn      | Louis Pfenninger | Emil Zimmermann  |
| 1972 | Edi Schneider    | Louis Pfenninger | Joseph Fuchs     |
| 1974 | Erich Spahn      | René Savary      | Louis Pfenninger |
| 1975 | René Savary      | Joseph Fuchs     | Ueli Sutter      |
| 2010 | Alain Lauener    | Jan Keller       | Patrik Merk      |
| 2011 | Silvan Dillier   | Tristan Marguet  | Claudio Imhof    |
| 2012 | Silvan Dillier   | Claudio Imhof    | Stefan Küng      |
| 2013 | Tristan Marguet  | Loic Perizzolo   | Thery Schir      |
| 2014 | Thery Schir      | Frank Pasche     | Claudio Imhof    |
| 2015 | Thery Schir      | Cyrille Thièry   | Gaël Suter       |
| 2016 | Gaël Suter       | Thery Schir      | Frank Pasche     |
| 2017 | Tristan Marguet  | Gaël Suter       | Thery Schir      |
| 2018 | Claudio Imhof    | Robin Froidevaux | Cyrille Thièry   |
| 2019 | Robin Froidevaux | Tristan Marguet  | Claudio Imhof    |

#### Persegue por eliminação
| Ano  | Vencedor         | Segundo           | Terceiro          |
| ---- | ---------------- | ----------------- | ----------------- |
| 2015 | Loïc Perizzolo   | Jan-André Freuler | Tristan Marguet   |
| 2016 | Loïc Perizzolo   | Nico Selenati     | Lukas Rüegg       |
| 2017 | Stefan Bissegger | Tristan Marguet   | Jan-André Freuler |
| 2018 | Stefan Bissegger | Loic Perizzolo    | Alex Vogel        |
| 2019 | Simon Vitzthum   | Jan-André Freuler | Lukas Rüegg       |

#### Meio Fundo
| Ano  | Vencedor           | Segundo              | Terceiro             |
| ---- | ------------------ | -------------------- | -------------------- |
| 1897 | Émile Barrot       | Charles Calame       | Grossenbacher        |
| 1898 | Émile Barrot       | Charles Calame       | Charles Genoud       |
| 1899 | Fritz Ryser        | Charles Calame       | Émile Barrot         |
| 1901 | Charles Lugon      | Auguste Ruf          | Albert Bosshard      |
| 1903 | Charles Läser      |                      |                      |
| 1905 | Jean Gougoltz      | Alexandre Castellino | Jules Schwytzguébel  |
| 1906 | Marcel Lequatre    | Jules Schwytzguébel  | Roos                 |
| 1907 | Marcel Lequatre    | Jules Schwytzguébel  | -                    |
| 1920 | Paul Suter         | Heiri Wegmann        | Lucien Patthey       |
| 1921 | Paul Suter         | Heiri Wegmann        | F. Maritz            |
| 1922 | Heiri Wegmann      | Adolf Graf           | Marcel Lequatre      |
| 1923 | Paul Suter         | Adolf Graf           | Heiri Wegmann        |
| 1924 | Paul Suter         | Heiri Wegmann        | Lucien Patthey       |
| 1925 | Paul Suter         | Heiri Wegmann        | Lucien Patthey       |
| 1926 | Paul Suter         | Adolf Läuppi         | Heiri Wegmann        |
| 1927 | Paul Suter         | Adolf Läuppi         | Emil Engler          |
| 1928 | Adolf Läuppi       | Karl Bohrer          | Eugen Schlegel       |
| 1929 | Adolf Läuppi       | Paul Suter           | Emil Engler          |
| 1930 | Adolf Läuppi       | Albert Blattmann     | Emil Engler          |
| 1931 | Hans Gilgen        | Heiri Suter          | Adolf Läuppi         |
| 1932 | Heiri Suter        | Alfred Rüegg         | Charles Jeanneret    |
| 1933 | Heiri Suter        | Hans Gilgen          | Alfred Rüegg         |
| 1934 | Türel Wanzenried   | Adolf Läuppi         | Hans Gilgen          |
| 1935 | Hans Gilgen        | Heiri Suter          | Adolf Läuppi         |
| 1936 | Hans Gilgen        | Heiri Suter          | Émile Vaucher        |
| 1937 | Türel Wanzenried   | Heiri Suter          | Émile Vaucher        |
| 1938 | Hans Gilgen        | Heiri Suter          | Theo Heimann         |
| 1939 | Theo Heimann       | Heiri Suter          | Émile Vaucher        |
| 1940 | Hans Martin        | Heiri Suter          | Émile Vaucher        |
| 1941 | Theo Heimann       | Heiri Suter          | Hans Martin          |
| 1942 | Jacques Besson     | Hans Martin          | Heiri Suter          |
| 1943 | Hans Martin        | Karl Litschi         | Theo Heimann         |
| 1944 | Theo Heimann       | Karl Litschi         | Hans Martin          |
| 1945 | Walter Diggelmann  | Jacques Besson       | Hans Martin          |
| 1946 | Jacques Besson     | Werner Wägelin       | Armin Heimann        |
| 1947 | Jacques Besson     | Armin Heimann        | Fréderic Burtin      |
| 1948 | Jacques Besson     | Fritz Schär          | Walter Diggelmann    |
| 1949 | Jacques Besson     | Jacques Lohmüller    | Armin Heimann        |
| 1950 | Walter Diggelmann  | Jacques Lohmüller    | -                    |
| 1951 | Jacques Besson     | Max Meier            | Armin Heimann        |
| 1952 | Jacques Besson     | Max Meier            | Armin Heimann        |
| 1953 | Fritz Schär        | Walter Diggelmann    | Jacques Besson       |
| 1954 | Jacques Besson     | Armin von Büren      | Max Meier            |
| 1955 | Walter Bucher      | Walter Zehnder       | Jacques Besson       |
| 1956 | Walter Zehnder     | Jacques Besson       | Georges Gatabin      |
| 1957 | Walter Bucher      | Hugo Koblet          | Heini Müller         |
| 1958 | Walter Bucher      | Heini Müller         | Max Meier            |
| 1959 | Walter Bucher      | Oskar von Büren      | Max Meier            |
| 1960 | Walter Bucher      | Fritz Gallati        | Oskar von Büren      |
| 1961 | Fritz Gallati      | Walter Bucher        | Leo Wickihalder      |
| 1962 | Fritz Gallati      | Leio Wickihalder     | Max Meier            |
| 1963 | Peter Tiefenthaler | Arthur Frischknecht  | Heinz Läuppi         |
| 1964 | Peter Tiefenthaler | Fredy Rüegg          | Leo Wickihalder      |
| 1965 | Fritz Gallati      | Peter Tiefenthaler   | Heinz Läuppi         |
| 1966 | Fredy Rüegg        | Ueli Luginbühl       | -                    |
| 1968 | Emanuel Plattner   | Max Janser           | Emil Zimmermann      |
| 1969 | Max Janser         | Emanuel Plattner     | Willy Spuhler        |
| 1970 | Max Janser         | Emil Zimmermann      | Fredy Stucki         |
| 1976 | René Savary        | Bruno Rohner         | Beni Herger          |
| 1977 | René Savary        | Makurs Sutter        | Urs Dietschi         |
| 1978 | René Savary        | Meinrad Vögele       | Karlheinz Helbling   |
| 1979 | Meinrad Vögele     | René Savary          | Sergio Gerosa        |
| 1980 | Roland Vögeli      | Max Hürzeler         | Meinrad Vögele       |
| 1981 | Max Hürzeler       | Roland Vögeli        | Félix Koller         |
| 1982 | Max Hürzeler       | Hans Känel           | Félix Koller         |
| 1983 | Max Hürzeler       | Walter Baumgartner   | Hans Känel           |
| 1984 | Max Hürzeler       | Hans Känel           | Walter Baumgartner   |
| 1985 | Max Hürzeler       | Gusti Zollinger      | Félix Koller         |
| 1986 | Max Hürzeler       | Beat Breu            | Hubert Seiz          |
| 1987 | Max Hürzeler       | Peter Steiger        | Robert Dill-Bundi    |
| 1988 | Peter Steiger      | Beat Breu            | Sigmund Hermann      |
| 1989 | Peter Steiger      | Beat Breu            | Félix Koller         |
| 1990 | Peter Steiger      | Félix Koller         | Felice Puttini       |
| 1991 | Peter Steiger      | Andrea Bellati       | Arrno Küttel         |
| 1992 | Peter Steiger      | Arno Küttel          | Andrea Bellati       |
| 1993 | Arno Küttel        | Richi Rossi          | Gusti Zollingen      |
| 1994 | Richi Rossi        | Arno Küttel          | Hanskurt Brand       |
| 1995 | Felice Puttini     | Richi Rossi          | Arno Küttel          |
| 1996 | Richi Rossi        | Arno Küttel          | Nicola Puttini       |
| 1997 | Felice Puttini     | Richi Rossi          | Hans-Kurt Brand      |
| 1998 | Felice Puttini     | Hanskurt Brand       | Peter Jörg           |
| 1999 | Hanskurt Brand     | Felice Puttini       | Christoph Göhring    |
| 2000 | Hanskurt Brand     | Felice Puttini       | Peter Jörg           |
| 2001 | Peter Jörg         | Hanskurt Brand       | Ruedi Keller         |
| 2002 | Peter Jörg         | Jan Ramsauer         | Hansjörg Weber       |
| 2003 | Peter Jörg         | Giuseppe Atzeni      | Patrick Fäh          |
| 2004 | Jan Ramsauer       | Giuseppe Atzeni      | Peter Jörg           |
| 2005 | Jan Ramsauer       | Peter Jörg           | Giuseppe Atzeni      |
| 2006 | Peter Jörg         | Jan Ramsauer         | Giuseppe Atzeni      |
| 2007 | Giuseppe Atzeni    | Peter Jörg           | Reto Frey            |
| 2008 | Jan Ramsauer       | Peter Jörg           | Giuseppe Atzeni      |
| 2009 | Giuseppe Atzeni    | Mario Birrer         | Peter Jörg           |
| 2010 | Mario Birrer       | Giuseppe Atzeni      | Reto Frey            |
| 2011 | Peter Jörg         | Giuseppe Atzeni      | Reto Frey            |
| 2012 | Giuseppe Atzeni    | Reto Frey            | Thomas Maag          |
| 2013 | Giuseppe Atzeni    | Reto Frey            | Thomas Maag          |
| 2014 | Giuseppe Atzeni    | Mario Birrer         | Peter Jörg           |
| 2015 | Giuseppe Atzeni    | Claudio Imhof        | Peter Jörg           |
| 2016 | Claudio Imhof      | Giuseppe Atzeni      | Peter Jörg           |
| 2017 | Giuseppe Atzeni    | Peter Jörg           | Roberto Pasi-Puttini |

### Mulheres

#### Velocidade individual
| Ano  | Vencedor       | Segundo            | Terceiro            |
| ---- | -------------- | ------------------ | ------------------- |
| 1989 | Evelyne Müller | Barbara Erdin-Ganz | Jolanda Schleuniger |

#### Perseguição individual
| Ano  | Vencedor           | Segundo             | Terceiro       |
| ---- | ------------------ | ------------------- | -------------- |
| 1989 | Barbara Erdin-Ganz | Edith Schönenberger | Evelyne Müller |
| 2010 | Pascale Schnider   | Doris Schweizer     | Monia Turín    |
| 2018 | Andrea Waldis      | Aline Seitz         | Lena Mettraux  |

#### Corrida por pontos
| Ano  | Vencedor           | Segundo             | Terceiro       |
| ---- | ------------------ | ------------------- | -------------- |
| 1989 | Barbara Erdin-Ganz | Edith Schönenberger | Evelyne Müller |
| 2010 | Pascale Schnider   | Doris Schweizer     | Rita Imstepf   |
| 2017 | Andrea Waldis      | Lena Mettraux       | Aline Seitz    |
| 2018 | Andrea Waldis      | Aline Seitz         | Lena Mettraux  |
| 2019 | Andrea Waldis      | Lena Mettraux       | Aline Seitz    |

#### Corrida à americana
| Ano  | Vencedor                    | Segundo                                | Terceiro                        |
| ---- | --------------------------- | -------------------------------------- | ------------------------------- |
| 2017 | Michelle Andres Aline Seitz | Lena Mettraux Andrea Waldis            | Desiree Ehrler Pascale Iavarone |
| 2018 | Lena Mettraux Andrea Waldis | Virginie Perizzolo-Pointet Aline Seitz |                                 |
| 2019 | Lena Mettraux Andrea Waldis | Michelle Andres Aline Seitz            |                                 |

#### Scratch
| Ano  | Vencedor      | Segundo       | Terceiro                   |
| ---- | ------------- | ------------- | -------------------------- |
| 2017 | Andrea Waldis | Aline Seitz   | Lena Mettraux              |
| 2018 | Aline Seitz   | Andrea Waldis | Virginie Perizzolo-Pointet |
| 2019 | Andrea Waldis | Aline Seitz   | Lena Mettraux              |

#### Omnium
| Ano  | Vencedor            | Segundo             | Terceiro                   |
| ---- | ------------------- | ------------------- | -------------------------- |
| 1985 | Edith Schönenberger | Barbara Erdin-Ganz  | Evelyne Müller             |
| 1986 | Barbara Erdin-Ganz  | Evelyne Müller      | Edith Schönenberger        |
| 1987 | Barbara Erdin-Ganz  | Evelyne Müller      | Nicole Hofer-Suter         |
| 1988 | Barbara Erdin-Ganz  | Edith Schönenberger | Nadine Rüesch              |
| 1989 | Barbara Erdin-Ganz  | Evelyne Müller      | Edith Schönenberger        |
| 1990 | Barbara Erdin-Ganz  | Sandra Krauer       | Jolanda Schleuniger        |
| 1991 | Barbara Erdin-Ganz  | Sandra Krauer       | Lucille Hunkeler           |
| 1992 | Barbara Erdin-Ganz  | Lucille Hunkeler    | Evelyne Müller             |
| 1993 | Barbara Erdin-Ganz  | Lucille Hunkeler    | Evelyne Müller             |
| 1994 | Evelyne Müller      | Nicole Ebner        | Silvia Zoller              |
| 1995 | Evelyne Müller      | Nicole Ebner        | Eveline Eisenring          |
| 1996 | Evelyne Müller      | Eveline Eisenring   | Nicole Ebner               |
| 1997 | Evelyne Müller      | Carolina Lüthi      | Eveline Eisenring          |
| 1998 | Evelyne Müller      | Eveline Eisenring   | Andrea Knecht              |
| 1999 | Eveline Eisenring   | Dominique Marten    | Magali Pache               |
| 2000 | Magali Pache        | Dominique Marten    | Martina Nöthiger           |
| 2001 | Pascale Schnider    | Lucille Hunkeler    | Nadine Marbot              |
| 2002 | Lucille Hunkeler    | Martina Nöthiger    | Cornelia Steger            |
| 2003 | Annette Beutler     | Andrea Wolfer       | Barbara Heeb               |
| 2004 | Pascale Schnider    | Andrea Wolfer       | Alexandra Vetter           |
| 2005 | Carolina Lüthi      | Pascale Schnider    | Andrea Wolfer              |
| 2006 | Carolina Lüthi      | Bettina Kuhn        | Andrea Wolfer              |
| 2007 | Andrea Wolfer       | Mirjam Hauser-Senn  | Corinne Overney            |
| 2008 | Andrea Wolfer       | Monia Turín         | Leia Müller                |
| 2009 | Andrea Wolfer       | Monia Turín         | Rita Imstepf               |
| 2010 | Pascale Schnider    | Rita Imstepf        | Doris Schweizer            |
| 2011 | Pascale Schnider    | Andrea Wolfer       | Rita Imstepf               |
| 2012 | Andrea Wolfer       | Rita Imstepf        | Mirjam Gysling             |
| 2017 | Andrea Waldis       | Aline Seitz         | Virginie Perizzolo-Pointet |
| 2018 | Aline Seitz         | Andrea Waldis       | Léna Mettraux              |
| 2019 | Andrea Waldis       | Aline Seitz         | Léna Mettraux              |